# اطلاعات طبقه‌بندی‌شده

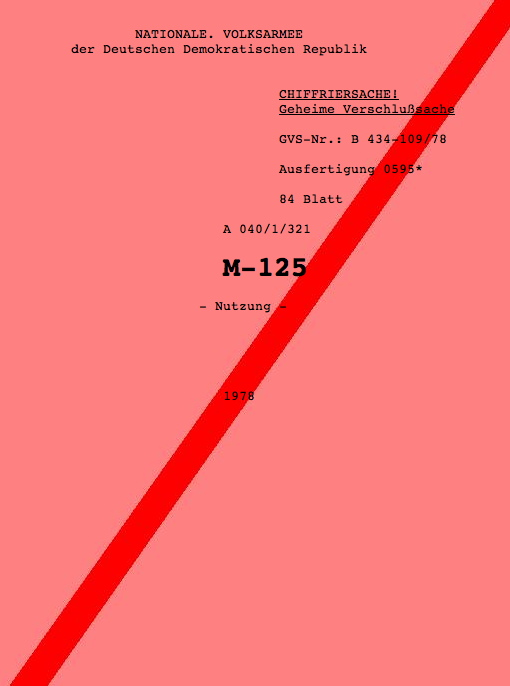
فکسی از صفحه جلد کتابچه راهنمای عملیات آلمان شرقی برای ماشین رمزگذاری M-125 Fialka

اطّلاعات طبقه‌بندی شده اطلاعات حساسی است که، بر پایه قانون یا مقرّرات داخلی بنگاه‌های مالک آن، دسترسی به آن برای گروه خاصی منع شده‌است.
گاه اصطلاح «اسناد طبقه‌بندی‌شده» یا «اطلاعات محرمانه» نیز در این مورد به کار می‌رود.
تقریباً همه دولت‌ها ضوابطی برای طبقه‌بندی اسناد و اطلاعات دارند. بسیاری از شرکت‌های خصوصی نیز برای حفاظت از اطلاعات مالی و فنی خود نوعی نظام طبقه‌بندی دارند.
در نظام دولتی ایران معمولاً اطلاعات طبقه‌بندی‌شده چهار دسته است:
- محرمانه
- فوق محرمانه
- سری
- به‌کلی سری

طبق ماده (۲) آئین‌نامه طرز نگهداری اسناد سری و محرمانه دولتی شماره ۱۴–۱۷۰/م - ۲/۱۰/۱۳۵۴ وزارت دادگستری، «اسناد سری و محرمانه دولتی به اعتبار مقدار مراقبتی که باید در حفظ آن‌ها بشود به چهار طبقه تقسیم می‌شوند:
طبقه اول ـ اسنادی است که افشای غیرمجاز آن‌ها به اساس حکومت و مبانی دولت ضرر جبران ناپذیری برساند. طبقه دوم ـ اسنادی است که افشای غیرمجاز آن‌ها منافع عمومی و امنیت ملی را دچار مخاطره کند. طبقه سوم ـ اسنادی است که افشای غیرمجاز آن‌ها نظام امور سازمان‌ها را مختل و اجرای وظایف اساسی آن‌ها را ناممکن کند. طبقه چهارم ـ اسنادی است که افشای غیرمجاز آن‌ها موجب اختلال امور داخلی یک سازمان شود یا با مصالح اداری آن سازمان مغایر باشد.
اسناد سری در طبقات اول و دوم و اسناد محرمانه در طبقات سوم و چهارم قرار می‌گیرند. (اسناد طبقه اول با عنوان « کاملاً سری» و اسناد طبقه دوم با «عنوان سری» و اسناد طبقه سوم با عنوان «فوق محرمانه» و اسناد طبقه چهارم با عنوان «محرمانه» مشخص می‌شود).»
اگرچه «اطلاعات طبقه‌بندی‌شده» به طبقه‌بندی رسمی و علامتگذاری اصولی بر حسب حساسیت اشاره دارد، ولی حسی شبیه به سانسور هم ایجاد می‌کند. اغلب بین طبقه‌بندی امنیتی رسمی و علائم حریم خصوصی مانند «تجاری با اطمینان» تمایز قائل می‌شوند. طبقه‌بندی‌ها را می‌توان با کلمات کلیدی دیگری استفاده کرد که دستورالعمل‌های دقیق‌تری در مورد نحوه استفاده یا محافظت از داده‌ها ارائه می‌دهد.
برخی از شرکت‌ها و سازمان‌های غیردولتی نیز به دلیل محافظت از اسرار تجاری، یا قوانین و مقررات مربوط به امور مختلف از جمله حریم شخصی، رسیدگی به پرونده‌های قانونی و زمان انتشار اطلاعات مالی، یک سطح اطلاعاتی را به اطلاعات خصوصی خود اختصاص می‌دهند.
با گذشت زمان بسیاری از اطلاعات طبقه‌بندی‌شده می‌توانند کمی حساس‌تر شده یا حساسیت کمتری داشته باشند، همچنین ممکن است رمزگشایی و عمومی شوند. از اواخر قرن بیستم در بعضی از کشورها قانون آزادی اطلاعات وجود داشته‌است که به موجب آن در نظر گرفته می‌شود که مردم دارای حق انتشار همه اطلاعاتی هستند که در صورت انتشار آن‌ها، آسیبی وارد نمی‌شود. گاهی اسناد با اطلاعاتی که هنوز هم محرمانه تلقی می‌شوند، منتشر می‌شوند.

### طبقه‌بندی دولت
هدف از طبقه‌بندی، محافظت از اطلاعات است. طبقه‌بندی‌های بالاتر، تحت عنوان طبقه‌بندی رسمی، برای محافظت از اطلاعاتی است که ممکن است امنیت ملی را به خطر اندازد و به اصطلاح «اسرار دولت» نامیده می‌شود و واجد سطوح مختلف حفاظت، براساس خسارتی‌ست که ممکن است انتشار آن اطلاعات ایجاد کند.
با این حال اطلاعات طبقه‌بندی‌شده اغلب توسط مسئولان در جهت اهداف سیاسی به خبرنگاران گفته می‌شوند. چندین رئیس‌جمهور ایالات متحده آمریکا اطلاعات حساس را به دست آورده‌اند تا نقطه نظراتشان را به اطلاع مردم برسانند.